# Balkan-Salbei
Der Balkan-Salbei (Salvia forskaehlei), auch Bulgarischer Salbei genannt, ist eine Pflanzenart aus der Gattung Salbei (Salvia) innerhalb der Familie der Lippenblütler (Lamiaceae). Sie ist in Bulgarien und der nördlichen Türkei beheimatet und wird selten als Zierpflanze verwendet.

## Beschreibung

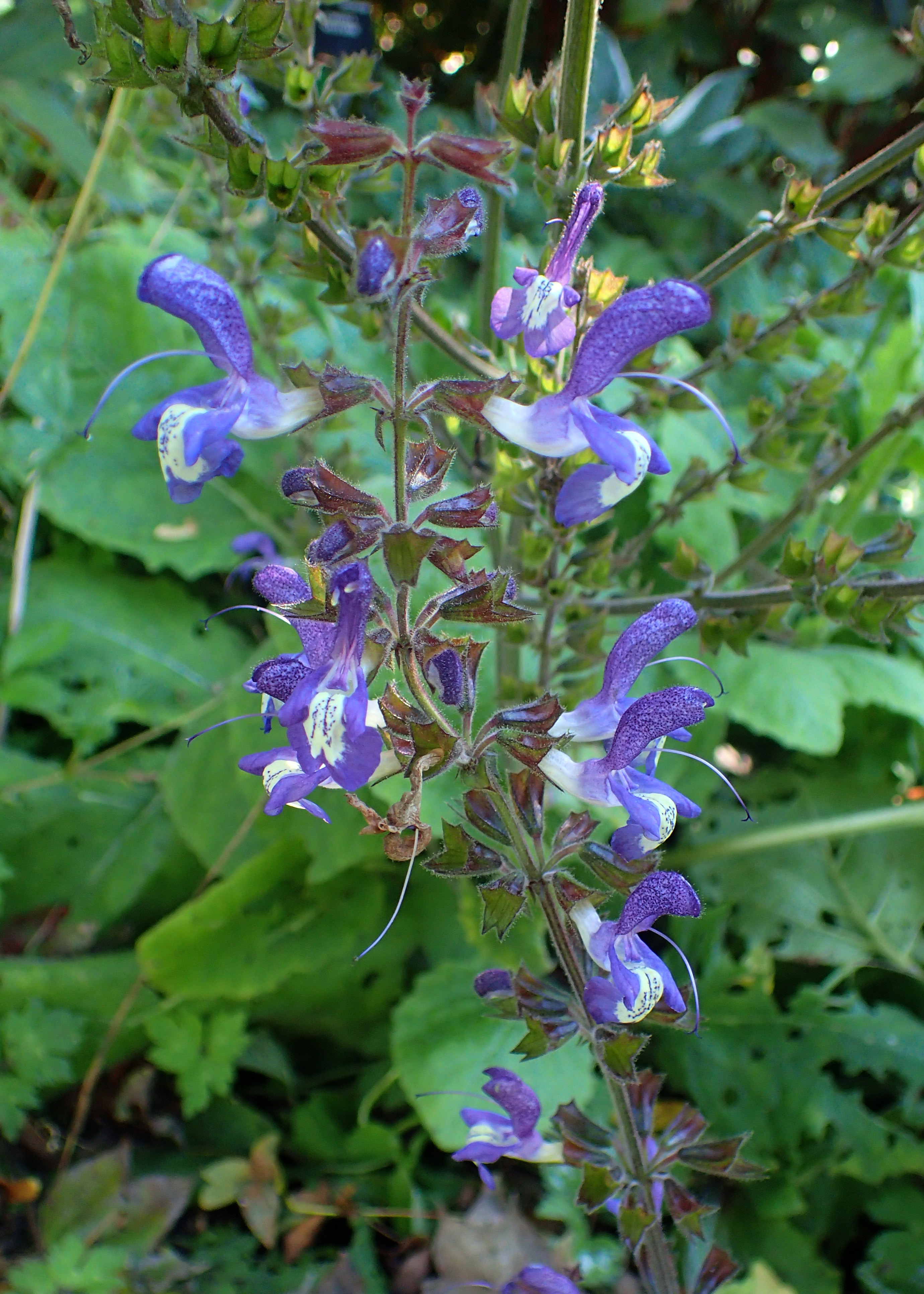
Ausschnitt eines Blütenstandes mit Scheinquirlen

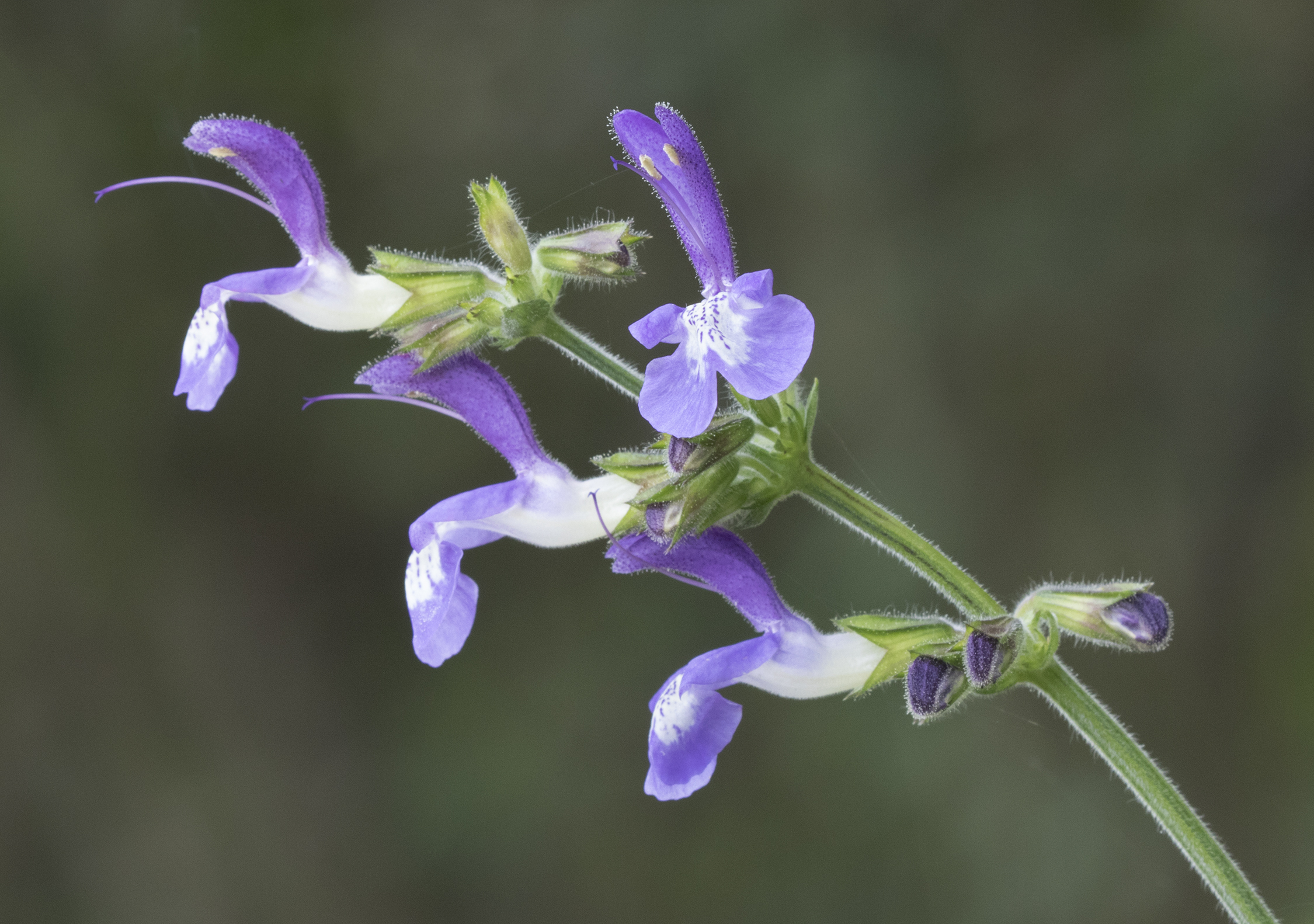
Ausschnitt eines Blütenstandes

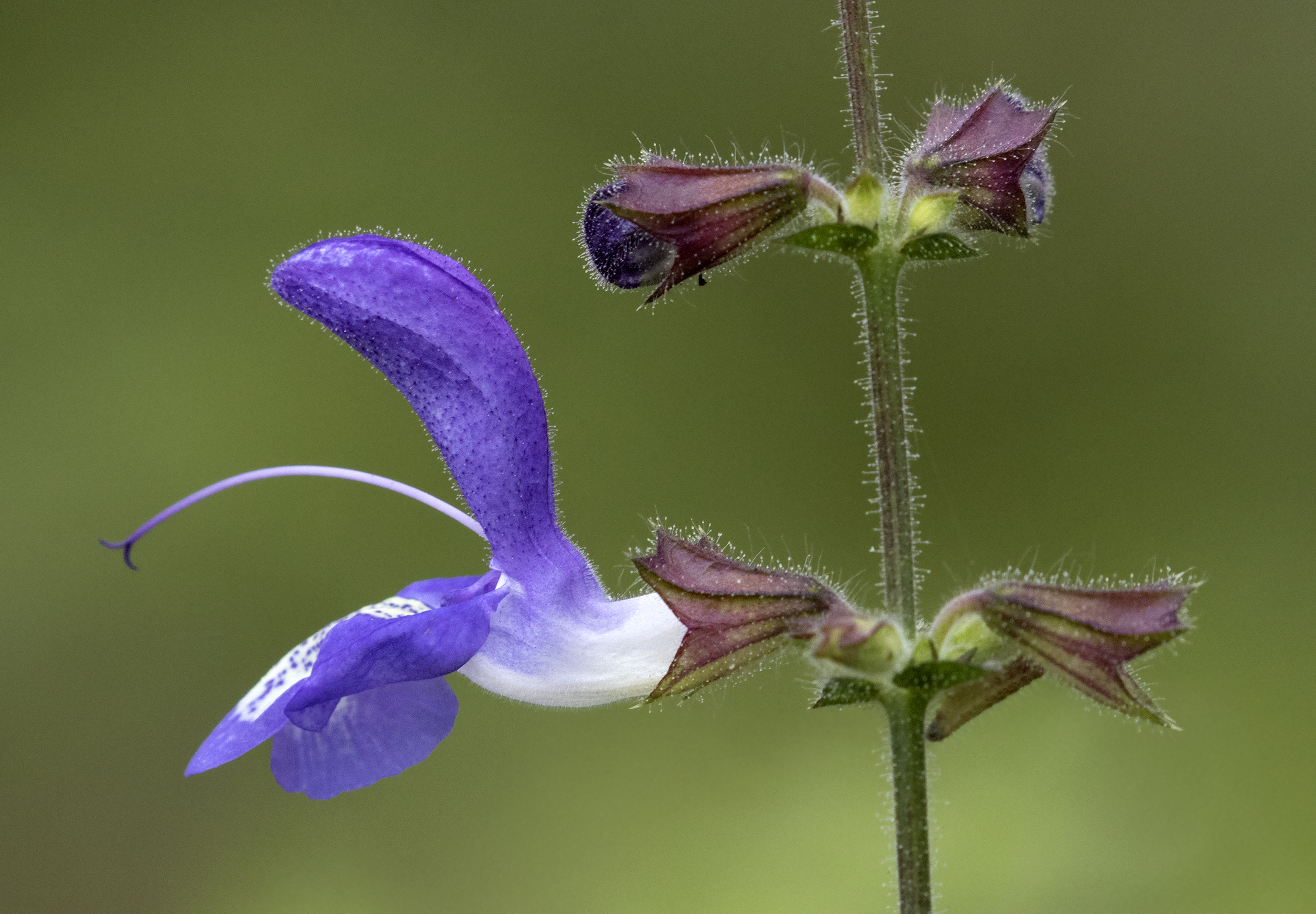
Zygomorphe Blüte; gut zu erkennen ist der lange Griffel

### Vegetative Merkmale
Der Balkan-Salbei ist eine ausdauernde, krautige Pflanze, die Wuchshöhen von 25 bis zu 100 Zentimetern erreicht und eine Fläche mit einem Durchmesser von bis zu 60 Zentimetern bedeckt. Der aufrechte, meist verzweigte Stängel kann an seiner Basis verholzen und ist borstig-drüsig behaart.
Die Laubblätter bilden eine dichte Blattrosette. Die wenigen gegenständig am Stängel angeordneten Laubblätter sind relativ klein. Die Laubblätter sind in Blattstiel und Blattspreite gegliedert. Der Blattstiel ist relativ lang. Die einfache, relativ dicke, rau behaarte Blattspreite ist bei einer Länge von bis zu 30 Zentimetern sowie einer Breite von bis zu 23 Zentimetern eiförmig mit meist herzförmigem Spreitengrund und schwach gesägtem Blattrand. Die Seitennerven sind deutlich sichtbar.

### Generative Merkmale
Die etwa sechswöchige Blütezeit beginnt meist im Juni; in einem sonnigen, warmen Herbst kommt es oft zu einer Nachblüte. Der endständige, meist verzweigte, aufrechte bis geneigte, borstig-drüsig behaarte traubige Blütenstand besteht aus fünf bis fünfzehn voneinander isolierten Scheinquirlen mit jeweils vier bis acht kurz gestielten Blüten. Die grünen Tragblätter sind bei einer Länge von etwa 5 Millimetern eiförmig mit zugespitztem oberen Ende und höchstens so lang wie der Blütenkelch.
Die zwittrige Blüte ist zygomorph und fünfzählig mit doppelter Blütenhülle. Der grüne und oft rötlich überlaufene Blütenkelch ist 8 bis 9 Millimeter lang; die Kelchoberlippe ist dreizähnig, die -unterlippe zweizähnig. Die bis 30 Millimeter lange Blütenkrone besteht aus einer weißen Kronröhre, einer violettblauen, gespaltenen oberen Kronlippe und einer dreiteiligen untere Kronlippe mit breitem, ausgerandeten Mittellappen und schmaleren Seitenlappen. Die untere Kronlippe ist in der Mitte hellgelb oder weiß gefleckt mit blauen oder bräunlichen Streifen.

## Ökologie
Blütenökologisch besitzt der Balkan-Salbei vormännliche „eigentliche Lippenblumen“, die Nektar und Pollen anbieten. Als Bestäuber dienen vor allem Honigbienen, Hummeln und andere Wildbienen.

## Vorkommen
Der Balkan-Salbei ist in Bulgarien und südostwärts in der Region des Schwarzen Meeres bis in die nördliche Türkei verbreitet. Der Balkan-Salbei besiedelt Wiesen, Waldränder und trockene Hänge bis in Höhenlagen von 1900 Metern.

## Verwendung
Der Balkan-Salbei wird selten als Zierpflanze genutzt. Er gedeiht am besten in normalem, etwas lehmigen Gartenboden, der aber durchlässig und, insbesondere im Winter, eher trocken sein sollte. Die robuste Pflanze kommt mit sonnigen bis halbschattigen und trockenen bis mäßig trockenen Standorten gut zurecht. Sie eignet sich für naturnahe Landschaftsgärten und weitläufige Staudenrabatten, beispielsweise zusammen mit bodendeckendem Balkan-Storchschnabel, herbstblühenden Rudbeckien und Stauden-Sonnenblumen. Ähnlich wie der Muskatellersalbei verbreitet sich der Balkan-Salbei leicht durch Selbstaussaat. Die Pflanze ist winterhart bis −29 °C (Zone 5).
Aus den oberirdischen Pflanzenteilen des Balkan-Salbeis lässt sich ein ätherisches Öl gewinnen, dessen Zusammensetzung stark von den klimatischen und geographischen Standortfaktoren des Pflanzenbestandes abhängt. Zu den Hauptkomponenten des Öls zählen die entzündungshemmenden Terpen-Derivate, Germacren D, β-Caryophyllen, α-Cadinol und δ-Cadinen.

## Taxonomie
Die Erstveröffentlichung von Salvia forskaehlei erfolgte 1767 durch den schwedischen Naturforscher Carl von Linné in Mantissa Plantarum, S. 26. Veröffentlichte diese Art ein weiteres Mal, in Systema Naturae, 12. Auflage, Band 2, S. 67, allerdings unter dem Namen Salvia forskohlei.  Mit dem artspezifischen Namensteil forskaehlei und  forskohlei ehrte er beide Male seinen ehemaligen Schüler Peter Forsskål, der 1763 in seinem 32. Lebensjahr während einer Expedition in die Länder des arabischen Raums in Jemen verstorben war. Verschiedene Florenwerke des 20. Jahrhunderts widersprechen sich in der Schreibung des Pflanzennamens: Salvia forskaehlei L., Salvia forskahlei L., Salvia forskahlii L., Salvia forskaohlei L.. Die Namensverwirrung scheint darin begründet, dass Peter Forsskål persönlich auch unter den Namen Forskaol, Forskål und Forsskåhl aufgetreten war. In wissenschaftlichen Veröffentlichungen wird meist der Name Salvia forskahlei verwendet, während die englischsprachige und deutschsprachige Gartenliteratur meist den Namen Salvia forsskaolii verwendet, welcher dem tatsächlichen Namen des Namensgebers am nächsten kommt.
Weitere Synonyme für Salvia forskaehlei L. sind: Salvia bifida Forssk., Salvia longepetiolata K.Koch, Salvia bithynica Briq. & Post, Salvia bulgarica Davidov, Salvia pontica Freyn & Bornm. ex Hand.-Mazz.